# La Beaume
La Beaume é uma comuna francesa na região administrativa da Provença-Alpes-Costa Azul, no departamento de Altos-Alpes. Estende-se por uma área de 29,64 km². Em 2010 a comuna tinha 156 habitantes (densidade: 5,3 hab./km²).